# Henning Schindekopf
Henning Johann Schindekopf (* um 1330 in Westfalen; † 17. Februar 1370 in der Schlacht bei Rudau) war ein Deutschordensritter, Komtur und schließlich als Ordensmarschall einer der Großgebietiger des Deutschen Ordens.

## Leben
Erstmals 1348 als Mitglied des Ordenskonventes zu Königsberg erwähnt, gelangte Schindekopf als Komtur von Ragnit im umkämpften Grenzland zu Schamaiten/Litauen zu höherem Kommando in der Ordenshierarchie. Es war in Anbetracht der steten Bedrohung Ragnits zu jener Zeit im Orden üblich, diese Komturei mit besonders befähigten Ordensrittern zu besetzen. Der ständige kriegerische Konflikt mit Litauen sollte Schindekopfs Leben und seine Laufbahn prägen.
Im Jahr 1354 wurde Schindekopf das Amt des Komturs der wichtigen Kommende Balga übertragen. In diesem Amt bestätigte er 1357 das Stadtrecht von Rastenburg.
Im Jahr 1360 berief Hochmeister Winrich von Kniprode den als ungestüm und hitzig beschriebenen Schindekopf zum Ordensmarschall und Komtur von Königsberg. Hier oblag ihm die schwierige Aufgabe der Koordinierung des Krieges mit dem noch heidnischen Großfürstentum Litauen. Bedingt durch die Unwegsamkeit des östlich angrenzenden Landes erwies sich eine dauerhafte Sicherung des Ordenslandes unmöglich, man musste sich auf temporär und territorial eng begrenzte „Kriegsreisen“ beschränken, während die Litauer, gerade unter ihrem Großfürsten Kęstutis, ihrerseits die feindlichen Gemarkungen mit Raub und Brand verheerten. Die Kampfweise der Ordensaufgebote unterschied sich dabei in Nichts vom Vorgehen ihrer Kontrahenten. Da es im Lauf der Zeit eine modische Sitte des westeuropäischen Adels geworden war, zu „Heidenreisen“ im Geiste der Kreuzzüge aufzubrechen, gelang es dem Orden, dieses kriegerische Potential in den Dienst seiner Interessen zu stellen. Dem Ordensmarschall, namentlich Schindekopf, kam dabei eine Schlüsselrolle zu. Obwohl Schindekopf einige spektakuläre Erfolge, wie eine vorübergehende Gefangennahme Kęstutis’, gelangen, erwies sich der Gegner als ungebrochen.
|Im Winter 1370 sah der Ordensmarschall einer gewaltigen Bedrohung entgegen: Die gesamte Heeresmacht Litauens griff im Januar unter beiden litauischen Großfürsten Algirdas und Kęstutis von Nordosten her das Kernland des Deutschordensstaates an. Das Aufgebot des Ordens, ergänzt durch Ritter aus Livland und sogenannte „Gastritter“ (Preußenreisende), zog in zwei Marschsäulen unter dem Hochmeister Winrich von Kniprode sowie Ordensmarschall Henning Schindekopf den Litauern und ihren Verbündeten entgegen. Nordöstlich von Königsberg kam es am 17. Februar 1370 zur, für den Orden siegreichen, Schlacht bei Rudau, während deren der ungestüm anreitende Ordensmarschall tödlich verwundet wurde. Schindekopf erlag seinen Verletzungen noch auf dem Rückmarsch der Aufgebote nach Königsberg. Sein Nachfolger als Ordensmarschall wurde Rüdiger von Elner.

## Nachwirkung
In Rudau selbst wurde am Ort des Sturzes des Henning Schindekopf ein Denkmal errichtet, in der Quednauer Kirche sollen noch Jahrhunderte nach der Schlacht Helm, Panzerhandschuhe und Marschallsstab aus dem Nachlass Henning Schindekopfs gezeigt worden sein. Nach ihm benannt war ab 1911 in Königsberg die Schindekop-Straße von der Stresemann-Straße zur Samitter Allee.

## Poetische Würdigung
Die deutsche Schriftstellerin Agnes Miegel setzte Henning Schindekopf mit einer gleichnamigen Ballade ein poetisches Denkmal. In der Abschlussstrophe verspricht der sterbende Marschall, dem toten Hochmeister Hermann von Salza (im Himmel) den Sieg des Ordens zu melden (öck sülvst = ich selbst):
Über Rudaus Walstatt flog schattend die Nacht,

Verbrandend rollten die Wogen der Schlacht,

Weich fielen die Flocken, weich und schwer

Über das sterbende Litauerheer.

Doch aus dem Lager der Christen klang

Kein Reiterlied, kein Lobgesang.

Schweigend des Ordens Gebietiger stunden

Um Marschall Henning, den Todeswunden.

Rot sein Mantel im Winde schlug,

Seine Stirn eine purpurne Binde trug.

Auf schrak er vom Schlaf: „Ist die Schlacht geendet?“

Und Winrich Kniprode drauf, abgewendet:

„Sie ist geendet, die Nacht kommt heran.“

Langsam fragte der sterbende Mann:

„Meister, wes ist der Sieg?“ Und der Greise

Sprach: „Wir siegten.“ Er sprach es leise.

Und lauter dann: „Mein Henning, merk auf!

Schneewolken zogen um Mittag herauf,

Verbargen den Himmel schwarz und dicht -

Die Brüder droben wissen es nicht,

Daß der Orden Ruh fand für ewige Zeit!

Der Ritt dorthin ist beschwerlich und weit.

Wer wird es Hermann von Salza sagen,

Daß wir Olgierd und Kynstut geschlagen?“

Sprach Henning Schindekopf:

„Öck sülvst!“